# Chlamydopsis coronis
Chlamydopsis coronis är en skalbaggsart som beskrevs av Michael S. Caterino 2003. Chlamydopsis coronis ingår i släktet Chlamydopsis och familjen stumpbaggar. Inga underarter finns listade i Catalogue of Life.